# Operațiunea Jupon
Operațiunea Jupon (titlu original: Operation Petticoat) este un film american, de comedie, de război, cu sumbarine, din 1959 regizat de Blake Edwards și scris de Stanley Shapiro și Maurice Richlin după o povestire de Paul King. Rolurile principale au fost interpretate de actorii Cary Grant și Tony Curtis. A fost folosit submarinul real USS Balao pentru a înfățișa submarinul fictiv USS Sea Tiger („Tigrul de mare”).

## Distribuție
- Cary Grant - locotenent comandant (mai târziu contraamiral) Matthew T. „Matt” Sherman, USN
- Tony Curtis - Locotenent, grad junior (mai târziu comandant) Nicholas "Nick" Holden, USNR (mai târziu USN)
- Virginia Gregg - maior Edna Heywood, NC, Armata SUA
- Joan O'Brien - Sublocotenent Dolores Crandall, NC, USAR
- Dina Merrill - sublocotenent Barbara Duran, NC, USAR
- Madlyn Rhue - Locotenent secund Reid, NC, USAR
- Marion Ross - Sublocotenentul Colfax, NC, USAR
- Robert F. Simon - Căpitanul J.B. Henderson, USN
- Robert Gist - Locotenentul Watson, USN, Ofițer executiv al lui Sherman (XO)
- Dick Sargent - Ensign Stovall, USN (menționat ca - Richard Sargent)
- Arthur O'Connell - Sam Tostin, șef motoare, USN
- Gene Evans - Șef Torpedoman „Mo” Molumphry, USN, Șeful ambarcațiunii de pe „Tigrul de mare”
- Frankie Darro - Pharmacist's Mate 3rd Class Dooley, USN
- Gavin MacLeod - Yeoman Ernest Hunkle, USN
- Nicky Blair - Seaman Kraus, USN
- Ray Austin - Seaman Austin, USN
- George Dunn - The Prophet (of Doom)
- Dick Crockett - Subofițer Harmon, USN
- Clarence Lung - sergent Ramon Gallardo, USMC (menționat - Clarence E. Lung)
- Tony Pastor, Jr. - Fox
- Robert F. Hoy - Reiner
- John W. Morley - Williams